# آني لي
آني لي (بالإنجليزية: Annie Lee)‏ هي ممثلة أمريكية، ولدت في 7 نوفمبر 1977 بلوس أنجلوس في الولايات المتحدة.

## وصلات خارجية
- آني لي على موقع IMDb (الإنجليزية)
- آني لي على موقع قاعدة بيانات الفيلم (الإنجليزية)